# Суспільно орієнтоване навчання
Суспільно орієнтоване навчання також СОН (англ. Service-learning, SL) — це освітній підхід, спрямований на формування академічних знань, практичних навичок і відповідального ставлення через вирішення проблем у громаді та спільно з громадою. Суспільно орієнтоване навчання відповідає третій місії університетів — використанню знань та інших можливостей університету поза академічним середовищем задля суспільної користі.:118

## Методологія суспільно орієнтованого навчання
Проєкти суспільно орієнтованого навчання мають три обов'язкові складники:
• Академічний складник — проєкти суспільно орієнтованого навчання є імплементованими в освітній компонент (курс, практику), є частиною силабусу і в процесі реалізації цих проєктів досягаються передбачені у силабусі результати навчання: формуються знання, навички, компетентності, досвід студента. Відповідно у силабусі мають бути відображені чіткі критерії оцінювання цих результатів.
• Соціальний складник — проєкти суспільно орієнтованого навчання спрямовані на вирішення конкретних проблем і потреб громади із застосуванням професійних знань та наукових підходів. У процесі їхньої реалізації створюється соціальний ефект.

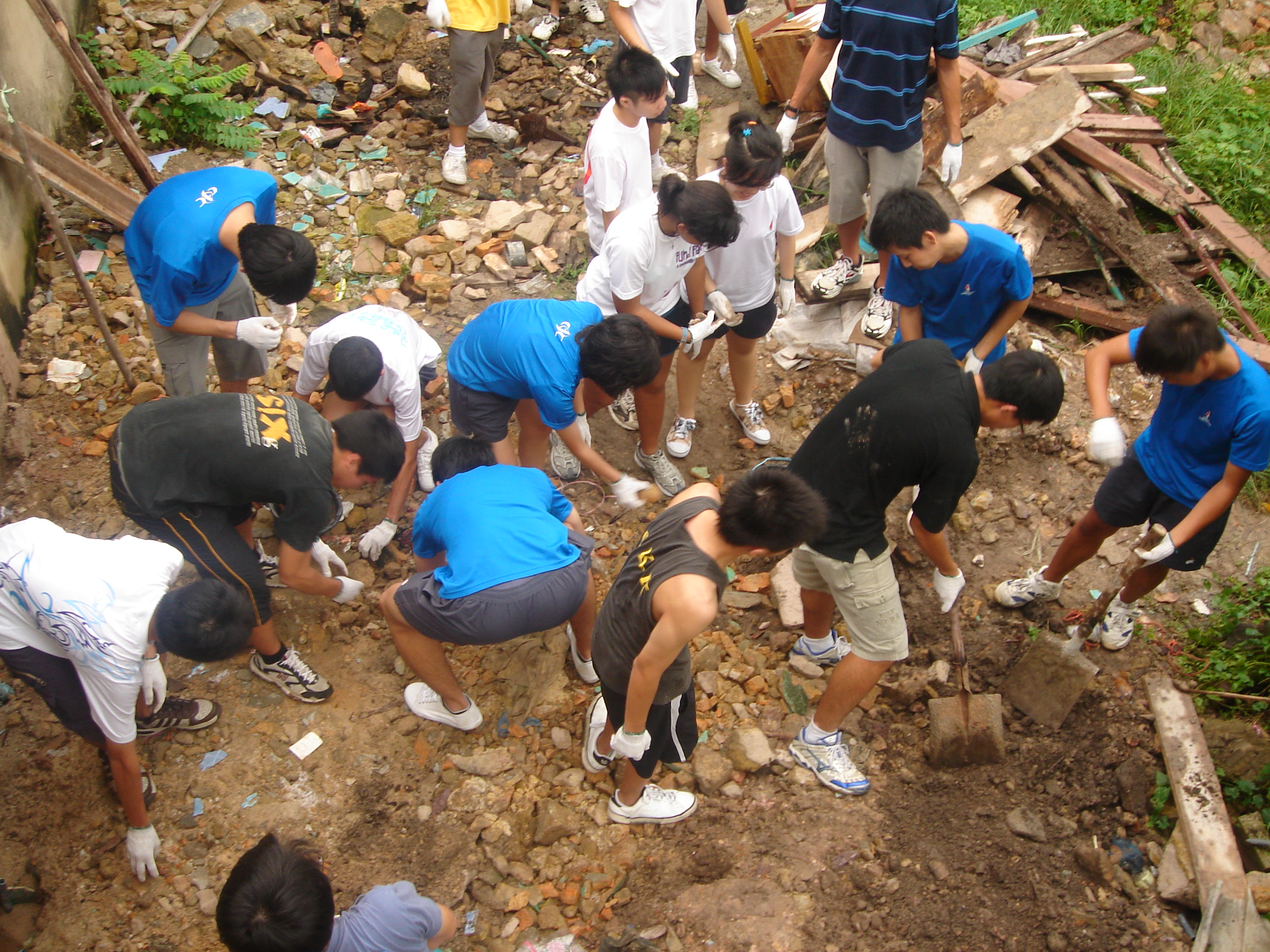
Суспільно орієнтованого навчання студентів (Батам, Індонезія)

• Співпраця з громадою (солідарність) — громада / представники громади та студенти активно залучені до реалізації проєкту на всіх етапах від планування до оцінювання. Цей складник є обов'язковим і може бути реалізований у різних форматах, залежно від потреб викладача, студентів, завдань курсу тощо.:118

За визначенням Роберта Сігмона є різні варіації СОН
• Суспільно орієнтоване НАВЧАННЯ: Основні академічні цілі; соціальні цілі другорядні.
• СУСПІЛЬНО ОРІЄНТОВАНЕ навчання: Основні соціальні цілі; академічні цілі другорядні.
• Суспільно орієнтоване навчання: соціальні та академічні цілі повністю розділені.
• СУСПІЛЬНО ОРІЄНТОВАНЕ НАВЧАННЯ: соціальні та академічні цілі мають однакову вагу та підсилюють одна одну. Саме цей варіант вважається ефективним.:72

## Ключові дослідники
Термін «суспільно орієнтоване навчання» (service-learning) вперше був використаний у 1966 році в США педагогами Вільямом Рамзі та Робертом Сіґмоном. Роберт Сіґмон наголошував, що суспільно орієнтоване навчання це «інтеграція суспільних досягнень у свідомий освітній ріст».:9

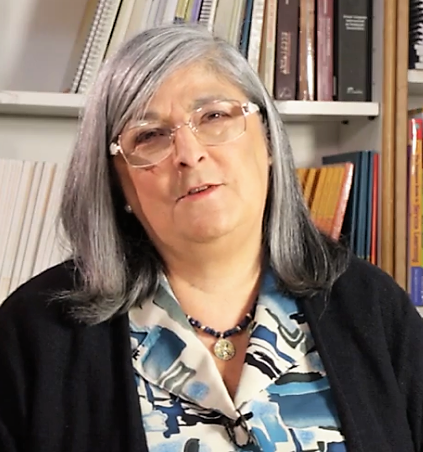
Марія Ньєвес Тапіа

Американський науковець Ендрю Фурко є автором понад 80 публікацій присвячених вивченню СОН та роботи з громадами. У 1994 році Фурко заснував Центр досліджень і розвитку суспільно орієнтованого навчання в Каліфорнійському університеті в Берклі, який вважається першим університетським дослідницьким центром у США з вивчення СОН. Його дослідницькі здобутки було відзначено рядом нагород, серед яких включаючи премію «Дослідник року в галузі освіти» 2006 року від Національного товариства досвідної освіти (США).
Аргентинська педагогиня Марія Ньєвес Тапіа з 1990-х років працює над дослідженням та розвитком СОН, зокрема в 1997 році, як консультант Міністерства освіти Аргентини, сприяла включенню проєктів суспільно орієнтованого навчання до базового змісту полімодальної освіти. Також у 2002 році стала співзасновницею Латиноамериканського центру суспільно орієнтованого навчання (CLAYSS).

## Міжнародні організації
У 2002 році в Буенос-Айресі було засновано Латиноамериканський центр суспільно орієнтованого навчання (CLAYSS), діяльність якого спрямована на методологічну та фінансову підтримку проєктів СОН в регіоні та всьому світі.
У 2014 році CLAYSS відкрив свою штаб-квартиру в Уругваї, для поглибленої роботи над інституціоналізацією та розповсюдженням СОН у навчальних закладах всіх рівнів спільно з місцевим Міністерством освіти та культури і Організацією іберо-американських держав.
Європейська мережа суспільно орієнтованого навчання у вищій освіті була започаткована в Голуеї у 2017 році для створення міжгалузевої, міжнародної та мультикультурної мережі європейських професіоналів для розвитку та поширення СОН як інноваційного педагогічного підходу, який має вплив на розвиток активного громадянства в Європі через співпрацю. Для поглиблення цього впливу, у 2019 році було засновано Європейську асоціацію суспільно орієнтованого навчання у вищій освіті (EASLHE). Метою Асоціації є сприяння розвитку СОН у вищій освіті в Європі та заохочення наукової діяльності, пов'язаної з цим. Крім того, під час пандемії COVID-19, EASLHE займалась збором даних про європейський досвід проєктів СОН, котрі були започатковані як реакція на епідемію.
У 2020 році була започаткована програма Uniservitate, котра координується CLAYSS та займається промоцією СОН в католицькій вищій освіті. Станом на 2024 рік, програма налічує понад 30 католицьких університетів з 26 країн, котрі розподілені на 7 регіональних габів по всьому світу.
У 2022 році стартував проєкт SLIDE — Суспільно орієнтоване навчання як педагогіка для підтримки інклюзії, різноманіття та розширення цифрових можливостей. Цей проєкт Erasmus+ об'єднує 10 європейських партнерів: шість вищих навчальних закладів та чотири великі мережі СОН на континенті. Координатором проєкту виступає University Centre Saint Ignatius Antwerp (Бельгія). Проєкт має на меті цифровізацію освітніх послуг, розширене навчання вчителів та викладачів, а також створення інклюзивної мережі комунікації для активних учасників СОН.

## Суспільно орієнтоване навчання в Україні

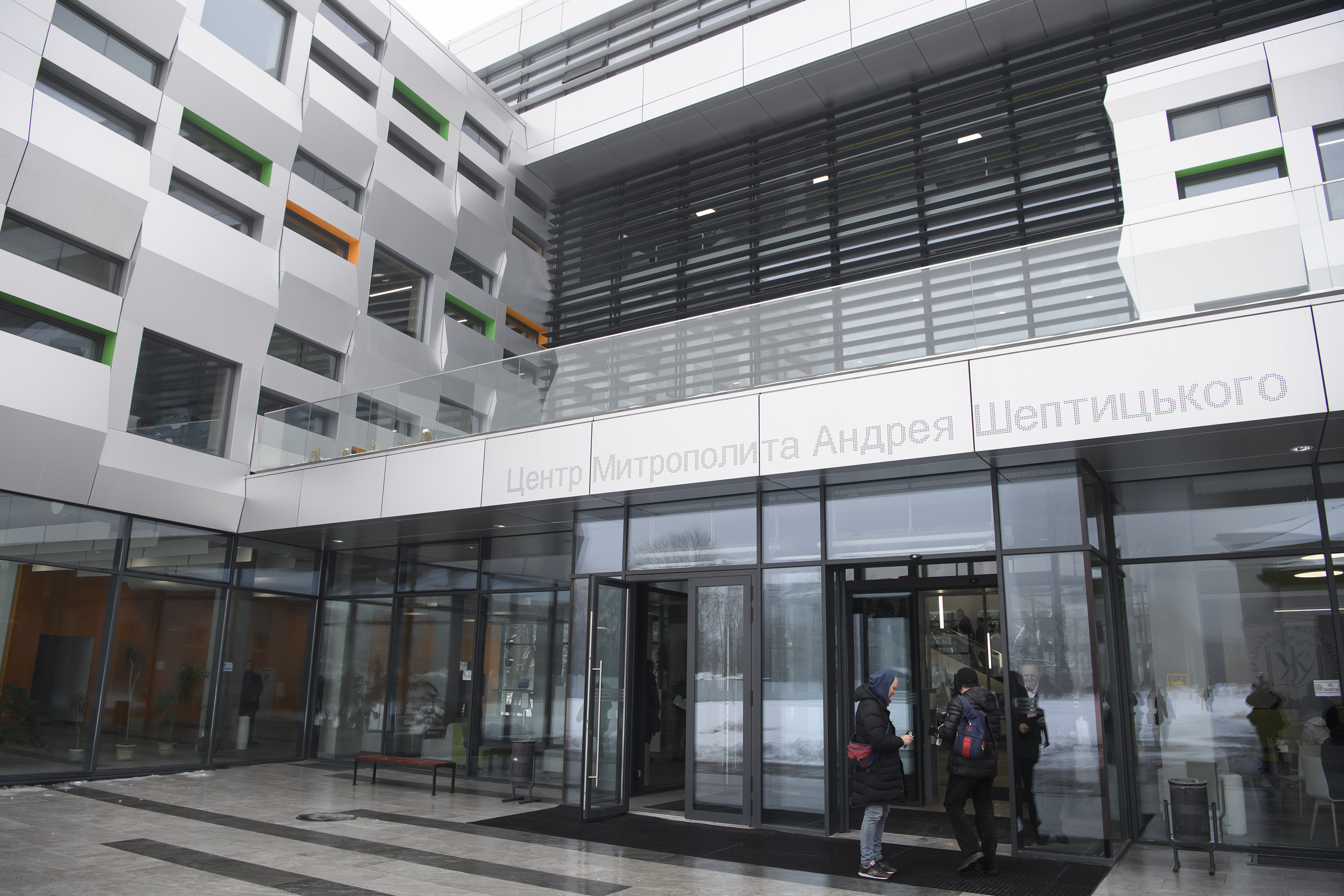
Український католицький університет

У 2019 році Український католицький університет (Львів) розпочав викладання за методологією суспільно орієнтованого навчання, і таким чином був першим закладом вищої освіти в Україні, який це зробив. Розвиток СОН є складовою Стратегії УКУ «Університет, який служить», а в 2022/23 навчальному році в університеті було реалізовано 25 таких проєктів. Щорічно листопад є місяцем суспільно орієнтованого навчання в УКУ, в межах якого відбуваються публічні обговорення, інституційні зустрічі університетської спільноти та нагородження найкращих проєктів СОН. Університет є активним учасником габу Центральна та Східна Європа та Близький Схід програми Uniservitate, і в 2022 році проєкт СОН «Я — Інший!» став лауреатом Uniservitate Global Award. В межах проєкту «Я — Інший!» студенти долучились до інтеграційного театру «І сміх, і сльози», який є частиною спільноти центру підтримки людей з особливими потребами «Емаус».
У 2023 році, у межах ініціативи Erasmus+ стартував проєкт «ServU — Суспільно орієнтоване навчання у вищій освіті для відновлення України». Метою проєкту є поширення підходу суспільно орієнтованого навчання серед українських закладів освіти, а також визначення потреб громад і розв'язання наявних локальних проблем через суспільно орієнтоване навчання. Проєкт реалізовує консорціум трьох вітчиняних ЗВО — Український католицький університет, Сумський державний університет, НТУ «Дніпровська політехніка», — та три іноземні університети — KU Leuven (Бельгія), Università LUMSA (Італія), Katholische Universität Eichstätt-Ingolstadt (Німеччина). Окрім цього, асоційованими партнерами проєкту є European Association of Service-Learning in Higher Education, CLAYSS, Uniservitate, бізнес-середовища, а також українські громади. Презентація проєкту пройшла 28 листопада 2023 в межах конференції «Суспільно орієнтоване навчання для відбудови України».